# Râul Buhalnița, Bistrița
Râul Buhalnița este un curs de apă, afluent al râului Bistrița din județul Neamț. 

## Hărți
- Harta Munții Neamțului - Stânișoara  Arhivat în 22 iulie 2011, la Wayback Machine.